# Койуэко
Койуэко (исп. Coihueco) — город в Чили. Административный центр одноимённой коммуны. Население — 7230 человек (2002).   Город и коммуна входит в состав провинции Пунилья и области Ньюбле.
Территория коммуны — 1776,6 км². Численность населения — 24 532 жителя (2007). Плотность населения — 13,81 чел./км².

## Расположение
Город  расположен в 50 км восточнее административного центра области — города Чильян.
Коммуна граничит:
- на севере — с коммуной Сан-Карлос
- на северо-востоке — с коммуной Сан-Фабиан
- на юго-востоке — с коммуной Неукен (Аргентина)
- на юго-западе — с коммуной Пинто
- на западе — с коммуной Чильян

## Демография
Согласно сведениям, собранным в ходе переписи Национальным институтом статистики,  население коммуны составляет 24 532 человека, из которых 12 732 мужчины и 11 800 женщин.
Население коммуны составляет 1,24 % от общей численности населения области Био-Био. 68,79 %  относится к сельскому населению и 31,21 % — городское население.